# Богданович, Виктор Францевич
Ви́ктор Фра́нцевич Богдано́вич (29 февраля 1904 года, Житковичи, Мозырский уезд, Минская губерния, Российская империя — 16 октября 1978 года) — советский военный, генерал-лейтенант (1949).

## Биография
В рядах Красной армии с 1922 года. Член КПСС с 1926 года. Окончил Высшую военную академию имени К. Е. Ворошилова в 1943 году.
Участник советско-финляндской войны (1939—1940). В период Великой Отечественной войны с 1941 года на Северо-Западном, Волховском, Ленинградском, Степном, Юго-Западном и 3-м Украинском фронтах: начальник штаба корпуса, армии.
С 14.05.1942 — 04.06.1942 — полковник, начальник штаба 59-й армии.
С 08.12.1942 — 29.12.1942 — полковник, начальник штаба 5-й Уд. А..
С 17.05.1943 — 09.12.1943 — генерал майор, начальник штаба 46-й армии. 1 сентября 1943 года В. Ф. Богдановичу присвоено звание генерал-майора.
Указом Президиума ВС СССР от 01.11.1943 года генерал майор Богданович награждён орденом Богдана Хмельницкого 2-й степени за успешное форсирование р. Днепр.
С апреля 1944 заместитель командующего войсками Южно-Уральского военного округа, с июля 1945 по апрель 1949 — начальник штаба ЮжУрВО.
9 февраля 1947 года избран через Чишминский округ № 86 (Чишминский район) депутатом Верховного Совета БАССР второго созыва.
С апреля 1949 по 1954 год начальник штаба Туркестанского военного округа. 11 мая 1949 года В. Ф. Богдановичу присвоено звание генерал-лейтенанта.
В 1956—1961 годах — в аппарате Министерства обороны СССР.

## Награды
В сентябре 1945 года начальник штаба ЮжУрВО генерал-майор Богданович награждён медалью «За победу над Германией».